# Uilenbos
Het Uilenbos is een natuurgebied in de Antwerpse plaats Hove, dat aansluit bij het Bos van Moretus te Boechout. Het maakt onderdeel uit van het landschapspark Grote Boshoek.
Het is een eeuwenoud bos dat 17,5 ha meet en dat in 2017 werd aangekocht door Natuurpunt vanwege zijn hoge natuurwaarde. 2/3 deel bestaat uit eiken-beukenbos en 1/3 deel uit vochtig hakhoutbos. Het eiken-beukenbos heeft een bodembegroeiing van adelaarsvaren en men vindt er een vijftal spechtensoorten en daarnaast vogels als boomklever, goudhaantje en boomkruiper. Bodemdieren zijn hazelworm en levendbarende hagedis. Het ree wordt hier ook aangetroffen.
Het hakhoutbos kenmerkt zich door een rijke voorjaarsflora met bosanemoon, slanke sleutelbloem, speenkruid en sneeuwklokje. De boom- en struiklaag omvat esdoorn, es en els. Het gebied wordt doorstroomd door de Lauwerijksbeek met enkele zijbeken.
Het bos is vrij toegankelijk op de paden. Er zijn twee wandelroutes uitgezet.